# برلمان ولاية فيكتوريا
برلمان ولاية فيكتوريا (بالإنجليزية: Parliament of Victoria)‏  هي الهيئة التشريعية في ولاية فيكتوريا، التي تعقد داخل مقر الولاية في ولاية فيكتوريا، تتكون من المجلس الأعلى Victorian Legislative Council ‏
الذي يضم 40 مقعداً، والمجلس الأدنى Victorian Legislative Assembly ‏ الذي يضم 88 مقعداً.